# 莱讷河 (瓦尔河支流)
莱讷河（法語：Laines，法語發音：[lɛn] ⓘ）是法国大東部大區奥布省与上马恩省的河流，是瓦爾河的左支流，长28.4千米，发源自维尔叙泰尔，于朗蒂耶和昂皮尼之间流入瓦尔河。